# Trois Nuits d'amour (film, 1927)
Pour plus de détails, voir Fiche technique et Distribution.
Trois Nuits d'amour (Café Elektric) est un film muet autrichien réalisé par Gustav Ucicky, sorti en 1927.

## Synopsis
À Vienne, au 'Café Elektric', le séduisant voyou Ferdl rencontre Erni Göttlinger, fille d'un riche commerçant. Elle en tombe amoureuse, rompt avec son fiancé, Max Stöger, et offre à Ferdl une bague qu'elle a dérobée à son père. Mais le vaurien offre à son tour le bijou à Hansi, son ex-amie.

## Fiche technique
- Titre : Trois Nuits d'amour
- Titre anglais alternatif : Café Electric
- Titre original : Café Elektric
- Réalisateur : Gustav Ucicky
- Scénario : Jacques Bachrach (film découpé en 'six actes', d'après la pièce Die Liebesbörse de Felix Fischer)
- Directeur de la photographie : Hans Androschin (en)
- Décors : Artur Berger
- Musique originale : Gerhard Gruber
- Producteur : Alexander Kolowrat, pour la Sascha-Film
- Genre : Comédie - Muet - Noir et blanc - 91 min
- Date de sortie : 
  - Autriche : 25 novembre 1927

## Distribution
- Willi Forst : Ferdl
- Marlene Dietrich : Erni Göttlinger
- Fritz Alberti : Göttlinger père
- Anny Coty : L'amie de Göttlinger
- Igo Sym (en) : Max Stöger
- Vera Salvotti : Paula
- Nina Vanna : Hansi
- Wilhelm Völcker : Le docteur Lehner
- Albert Kersten : M. Zerner